# 特倫特·洛特
特倫特·洛特（英語：Trent Lott；1941年10月9日—）是美国的一位政治人物。在1999年至2007年期間，他是密西西比州的兩位參議院議員之一。在1972年之前，他是一位民主黨黨員。但在1972年之後，他加入了共和黨。